# Kadavuxipha soladamu
Kadavuxipha soladamu är en insektsart som beskrevs av Otte, D. och Cowper 2007. Kadavuxipha soladamu ingår i släktet Kadavuxipha och familjen syrsor. Inga underarter finns listade i Catalogue of Life.